# Annette Essipoff
Anna Nikoláyevna Yésipova conocida como Annette Essipoff, (San Petersburgo, Imperio ruso, 31 de enerojul./ 12 de febrero de 1851greg.-ib., 5 de agostojul./ 18 de agosto de 1914greg.) fue una pianista virtuosa, compositora y profesora rusa.
Fue una de las más destacadas discípulas de Theodor Leschetizki en Rusia. Realizó varias giras de conciertos de gran éxito por Europa y Estados Unidos, siendo reconocida por Piotr Chaikovski y Franz Liszt por su virtuosismo particular y agradable sonido, y también como una de las mayores representantes del arte pianístico de finales del siglo XIX y principios del XX.
Durante veinte años de enseñanza se convirtió en una de las figuras más importantes de la escuela de piano de San Petersburgo, creando una de las escuelas de pianismo más grandes de Rusia, enfatizando en su metodología el desarrollo de las técnicas con los dedos. Entre sus estudiantes destacaron Simon Barere, Alexander Borovsky, Thomas de Hartmann, Leonid Kreutzer, Lev Pyshnov (Pouischnov), Joseph Schwarz, Serguéi Tarnovsky, Anastasia Virsaladze, Ignace Hilsberg, Isabelle Venguérova o Serguéi Prokófiev, entre otros.

## Biografía

### Primeros años y formación
Anna Nikoláyevna Yésipova (en ruso: Анна Николаевна Е́сипова), nació en San Petersburgo (Imperio ruso) el 31 de enero de 1851 según el calendario juliano vigente en la época (12 de febrero de 1851 del actual gregoriano).
Hija de Nikolái Ivánovich Yésipov y Ekaterina Alekséievna Yésipova, se crio en el seno de una familia humilde. Tuvo dos hermanas y un hermano. Su padre, que era funcionario de la corte rusa, fue quien le dio su primera educación musical, aunque posteriormente recibió clases de piano en un internado francés con el profesor Wiespolsky.
Desde niña demostraba aptitudes y talento para la música, con un oído y memoria musical excepcionales que le permitían reproducir fácilmente todo aquello que escuchaba. Este talento fue descubierto durante el descanso de un concierto en San Petersburgo, donde Essipoff, con seis años de edad, fue al piano para tocar lo que acababa de escuchar. Sus capacidades fueron muy versátiles: además de tener voz de soprano tocaba el piano y aprendió por su cuenta a tocar el violín, la guitarra y la balalaika. También componía estudios, música de cámara o canciones y otros talentos ajenos a la música como la pintura de porcelanas y el diseño de bordados.

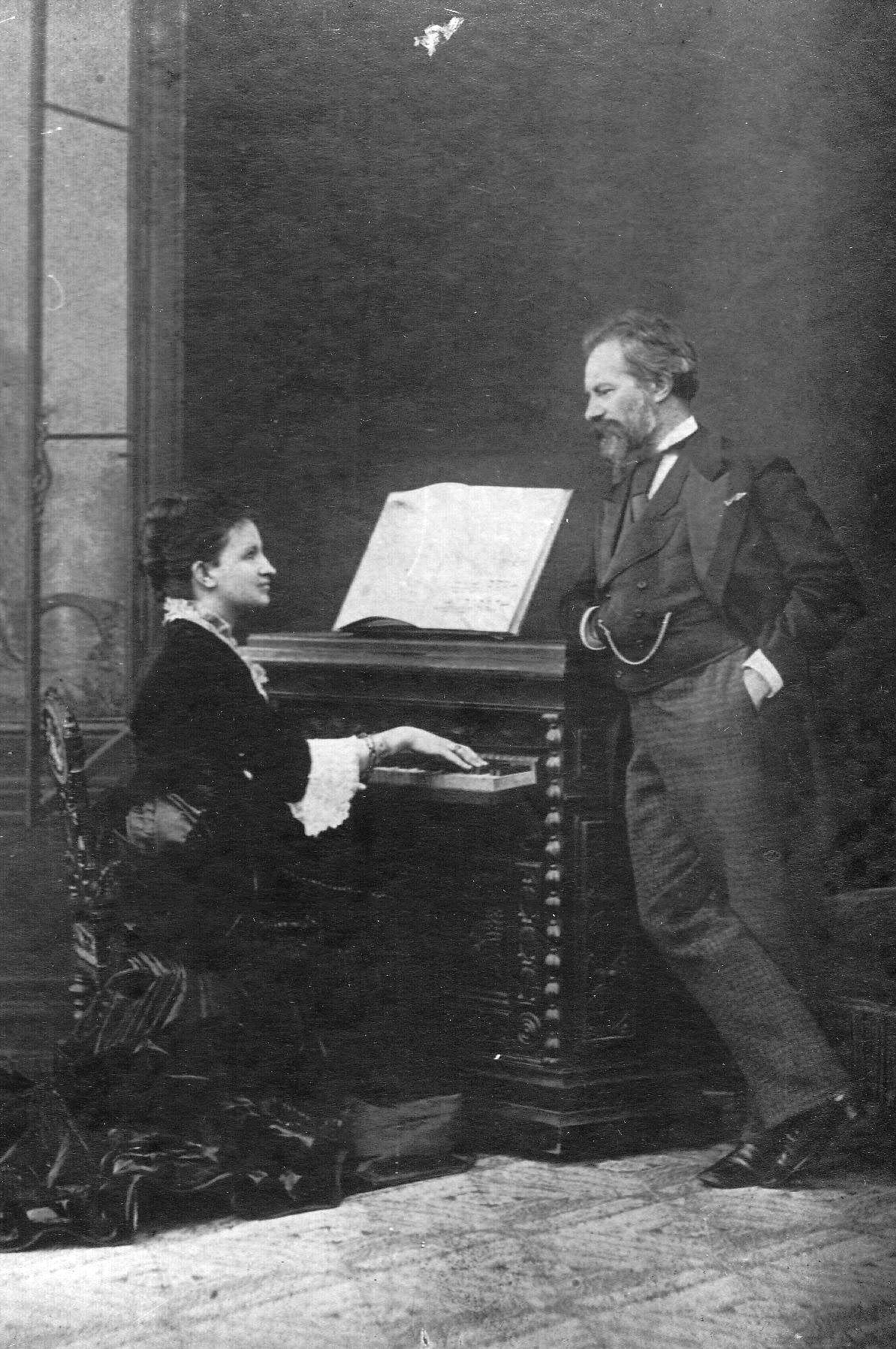
Essipoff al piano junto a su profesor Leschetizki.

Con doce años, en 1864, fue llevada a las clases de preparación del maestro Karel van Ark para ingresar al conservatorio de San Petersburgo, gracias a una beca auspiciada por un banquero filántropo y concedida a través de la Sociedad Musical Rusa.
Un año y medio más tarde ya tocaba la Sonata para piano n.º 2 en la mayor de Beethoven (Op. 2). El 1 de septiembre de 1865, a la edad de catorce años, aprobó el examen de ingreso en el conservatorio y empezó sus clases con Alexander Villoing (quien fuera maestro de los hermanos Antón y Nikolái Rubinstein) y Karl van Ark.
El 1 de enero de 1866 fue promovida a la clase de Theodor Leschetizki, quien dijo de ella que «esa pequeña lleva al demonio dentro, será una gran artista». Leschetizki consideraba que Essipoff carecía de disciplina porque había descuidado el estudio concentrado de la música, por lo que fue sometida a un estricto plan de ejercicios; pero su buen oído y su excelente memoria le permitían ensayar rápidamente y mantener listo su repertorio excepcionalmente extenso. Antón Rubinstein, el entonces director musical del conservatorio, recomendó una formación profesional para su voz de soprano, pero Leschetizki rechazó un entrenamiento vocal adicional, con lo que ella se decidió por el piano.
Essipoff fue una de las más brillantes alumnas de Theodor Leschetizki, y mientras todavía cursaba sus estudios comenzó a realizar actuaciones regularmente.
Completó sus estudios de piano en mayo de 1870, con el Concierto para piano n.º 1 en sol menor de Felix Mendelssohn (Op. 25), con el que recibió la Medalla de Oro del Conservatorio. Un año más tarde, en 1871, se graduó en las asignaturas teóricas de composición, instrumentación, contrapunto y armonía que había estudiado con Nikolai Zaremba y Julius Johannsen, recibiendo entonces el diploma del conservatorio.
Sin embargo Leschetizki siguió dándole clases particulares, sin dudar en invertir en ella su tiempo e incluso grandes sumas de dinero en viajes a la casa de su familia en Bad Ischl, a su villa de Viena o en giras por el extranjero. No solo se preocupaba por su formación musical sino también en su educación general, proporcionándole lectura, en particular de los poetas Goethe, Schiller y Shakespeare. Además se comprometió a encontrarle un marido apropiado.

### Trayectoria profesional

#### Pianista

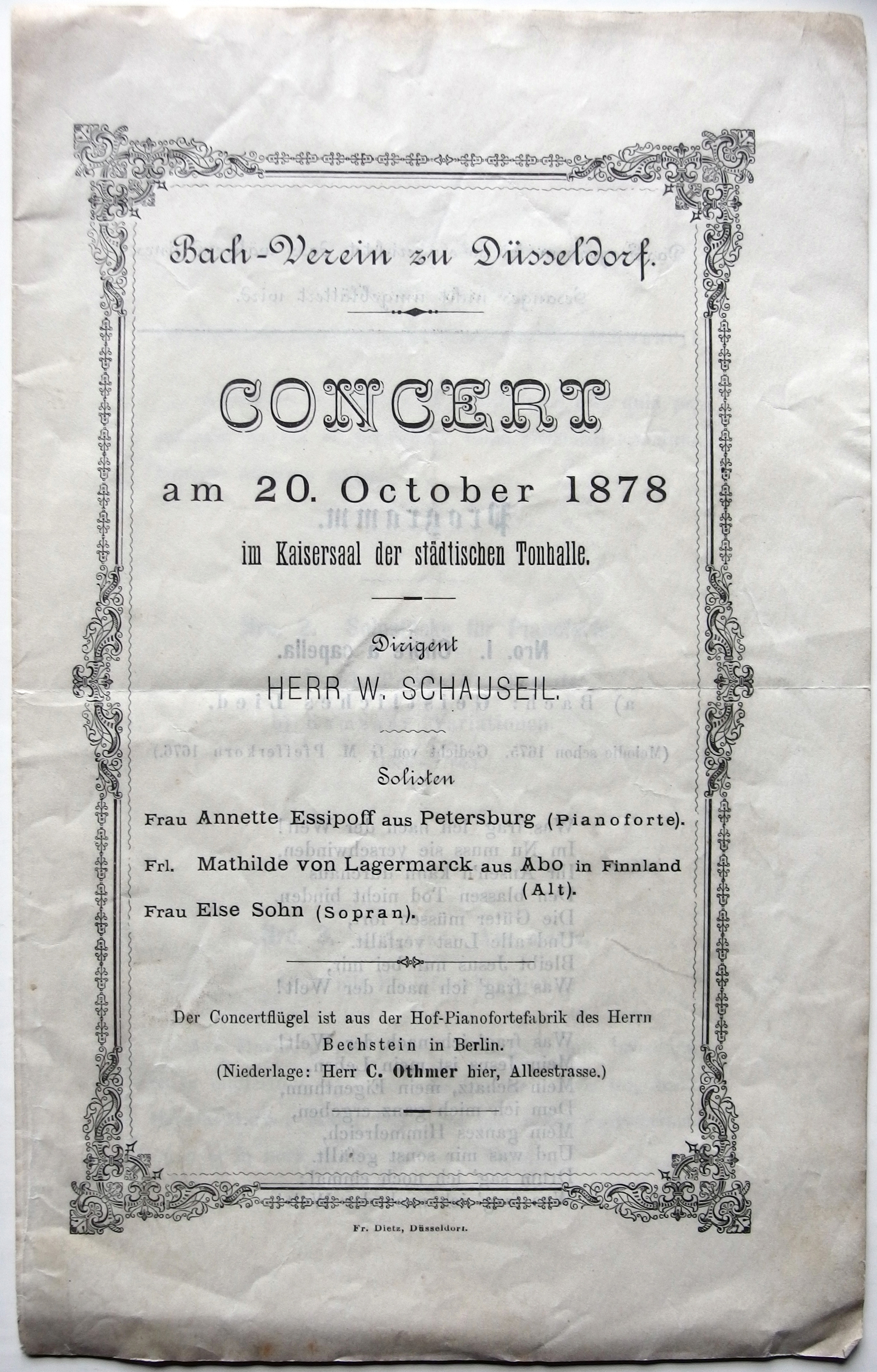
Programa del concierto del 20 de octubre de 1878, en el Salón Imperial del palacio de música de Düsseldorf.

Inició su actividad concertística debutando en el Mozarteum de Salzburgo en 1869, interpretando el Concierto para piano n.º 1 en mi menor de Chopin (Op. 11). Poco después, en noviembre de 1869, debutó en la Sociedad Musical Rusa en San Petersburgo con el Concierto para piano n.º 4 en sol mayor de Beethoven (Op. 58). Inmediatamente después de graduarse en el conservatorio dio trece recitales en solitario en Salzburgo.
Considerada por sus contemporáneos como una pianista del más alto nivel, Essipoff tocó en toda Europa y en América, actuando regularmente en Berlín, Londres, París, Viena, Riga, Moscú, San Petersburgo y otras ciudades europeas.
De 1871 a 1892 Esipova vivió principalmente en Europa occidental, aunque a menudo realizaba conciertos en Rusia y Europa occidental, realizando entre ochenta y noventa actuaciones por temporada. Actuó en Moscú en noviembre de 1871 en el marco del segundo concierto sinfónico de la Sociedad Musical Rusa dirigido por Nikolái Rubinstein, donde tocó el Concierto para piano n.º 1 en mi menor de Chopin (Op. 11), así como Des Abends de Robert Schumann (Op. 12), Variations sérieuses en re menor de Felix Mendelssohn (Op. 54) y Valse brillante de Joachim Raff (Op. 156).
En diciembre de 1871, Piotr Chaikovski, que en aquel entonces trabajaba como articulista en el periódico Moskóvskie védomosti, escribió sobre la pianista:

Como solista en las veladas de fiesta, la Sra. Essipoff, una joven pianista de San Petersburgo, celebró un éxito brillante y merecido. El virtuoso talento artístico de la Sra. Essipoff se presentaba como una combinación de dos grandes ventajas: la pureza impecable de su interpretación y la madurez de la presentación artística.
Chaikovski (1871).

En la primavera de 1872 realizó una gira por el Imperio alemán, durante la cual dio conciertos en Braunschweig, Hannover, Leipzig, Berlín y Magdeburgo, entre otros lugares; y luego en 1873 en Viena y Budapest.
El musicólogo y crítico musical austriaco Eduard Hanslick escribió sobre uno de los conciertos vieneses:

Con un poder bastante inusual para una mujer delicada, como ni siquiera encontramos en Sophie Menter, la Sra. Essipoff llenó el concierto en re menor de Rubinstein con una tormenta de pasajes de octava, dejando brillar en los más delicados hilos de plata del andante y llevando el final triunfalmente a las alturas. [...] La interpretación de la Sra. Essipoff del trío en si bemol mayor de Schubert confirmó nuestra suposición de que predomina la verdadera capacidad virtuosa y el gozo de esta artista; el primer movimiento y el andante revelaron una ejecución limpia pero con poca devoción a la composición, mientras que los dos movimientos más brillantes y difíciles, scherzo y finale, despertaron todos los ánimos de la pianista. En la actuación del nocturno en do menor de Chopin, nos sorprendió la moderación en el uso del tempo rubato, este malvado demonio de las piezas de Chopin. El tema melancólico de ensueño ya nos ha hablado más elocuente y conmovedoramente; pero en el momento en que se sumerge en una oleada de pasajes salvajes, la pieza se vuelve impresionante bajo las manos de Essipoff.
Hanslick (1886).

Entre 1874 y 1876 dio conciertos en Alemania, Bélgica, Francia, los Países Bajos, los Estados Bálticos y Rusia, entre otros lugares, y se quedó en Londres cada año durante una temporada. En Londres debutó con la Philharmonic Society en junio de 1874, y su primera presentación en París fue en 1875.
Fue contratada para una gira de 106 conciertos por los Estados Unidos desde noviembre de 1876 hasta junio de 1877. El 14 de noviembre de 1876, debutó en el Steinway Hall de Nueva York, y luego viajó a través de otras ciudades estadounidenses, regresando de nuevo a Nueva York a mediados de febrero de 1877, donde permaneció dando actuaciones hasta junio.
Sus interpretaciones cautivaban al público y la prensa se deleitaba en elogios hasta el punto de que el periódico The New York Times llegó a publicar la siguiente crítica:

El estilo y las excelencias de esta artista se han mencionado tan a menudo en estas columnas que tratar cualquiera de los dos temas, en la actualidad, sería una pérdida de tiempo y espacio. La interpretación de la Sra. Essipoff sigue siendo una maravilla de elegancia, fluidez y brillantez, y en ninguna interpretación de piano de la memoria de la generación actual se han mezclado mejor la precisión y la eficacia.
The New York Times (24 de abril de 1877).

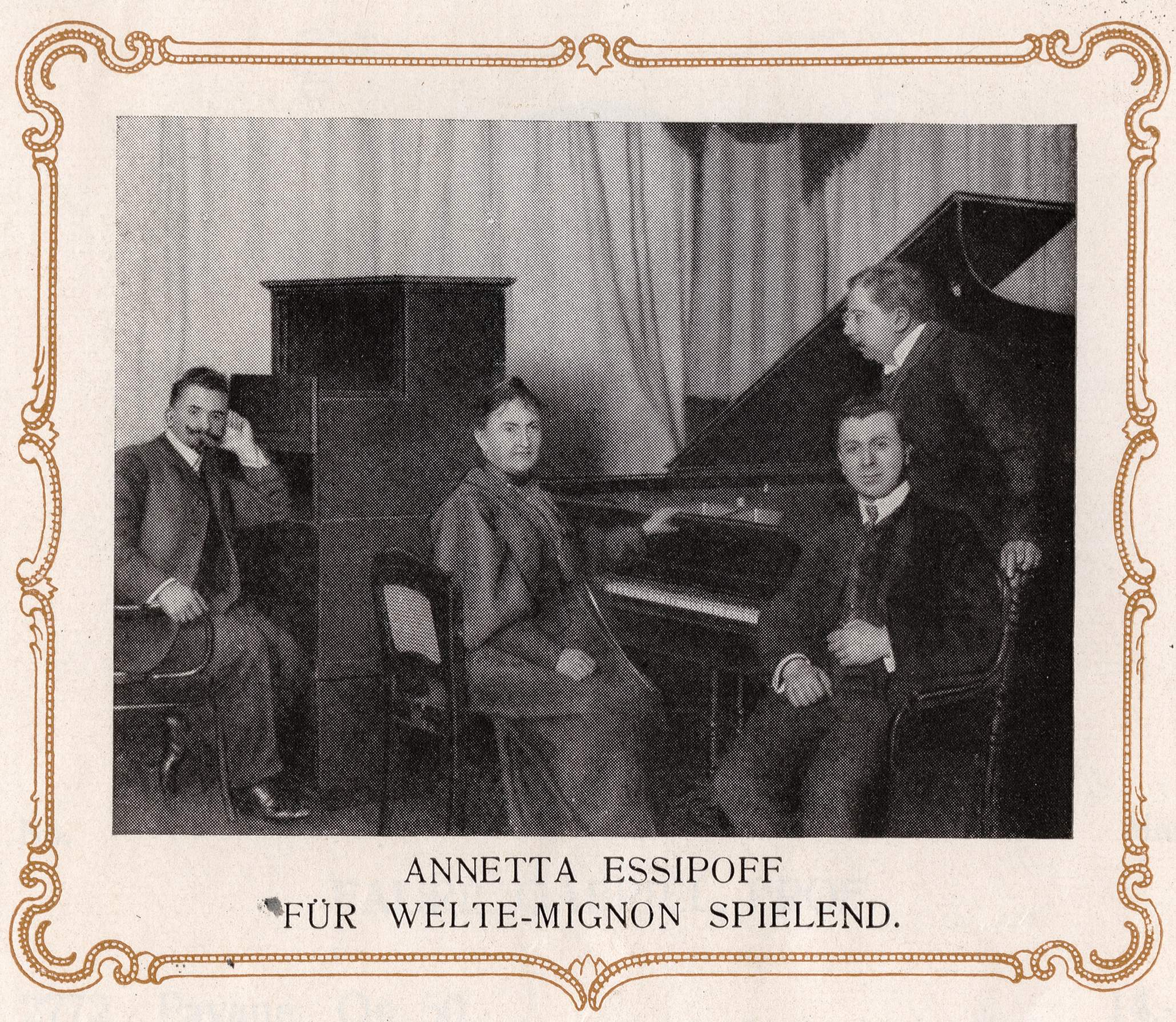
Essipoff posando al piano para Welte-Mignon el 7 de febrero de 1906.

Entre los años 1878 y 1893 tuvo su residencia permanente en Viena, pero normalmente viajaba dando conciertos en Alemania, Austria-Hungría, Dinamarca, España, Francia, Italia, Países Bajos, Portugal, Reino Unido, Rumania, Rusia, Suecia y Suiza.
En 1878 hizo un contrato por cuarenta conciertos en varias ciudades alemanas, entre otras Berlín en febrero y marzo de 1878, Leipzig en noviembre de 1878 y Stuttgart en diciembre de 1878.
Se despidió de las giras europeas en mayo de 1893, con tres actuaciones exclusivas frente a su público de Londres en el St. James's Hall.
Luego continuó interpretando como pianista en San Petersburgo desde 1894, a veces a dúo junto con el violinista Leopold Auer y otras a trío con este y el violonchelista Aleksandr Verzhbilóvich, tocando regularmente noches de música de cámara, que eran muy conocidas y exitosas en la ciudad.
A mediados de febrero de 1899 acompañó al piano en el primer concierto como cantante de su hija Therese Leschetizky en San Petersburgo.
Essipoff regresó temporalmente a Alemania en 1906, donde además de realizar algunas actuaciones grabó varios rollos para las pianolas de Welte-Mignon.
Su última actuación en solitario fue en San Petersburgo el 3 de marzo de 1908.

#### Profesora

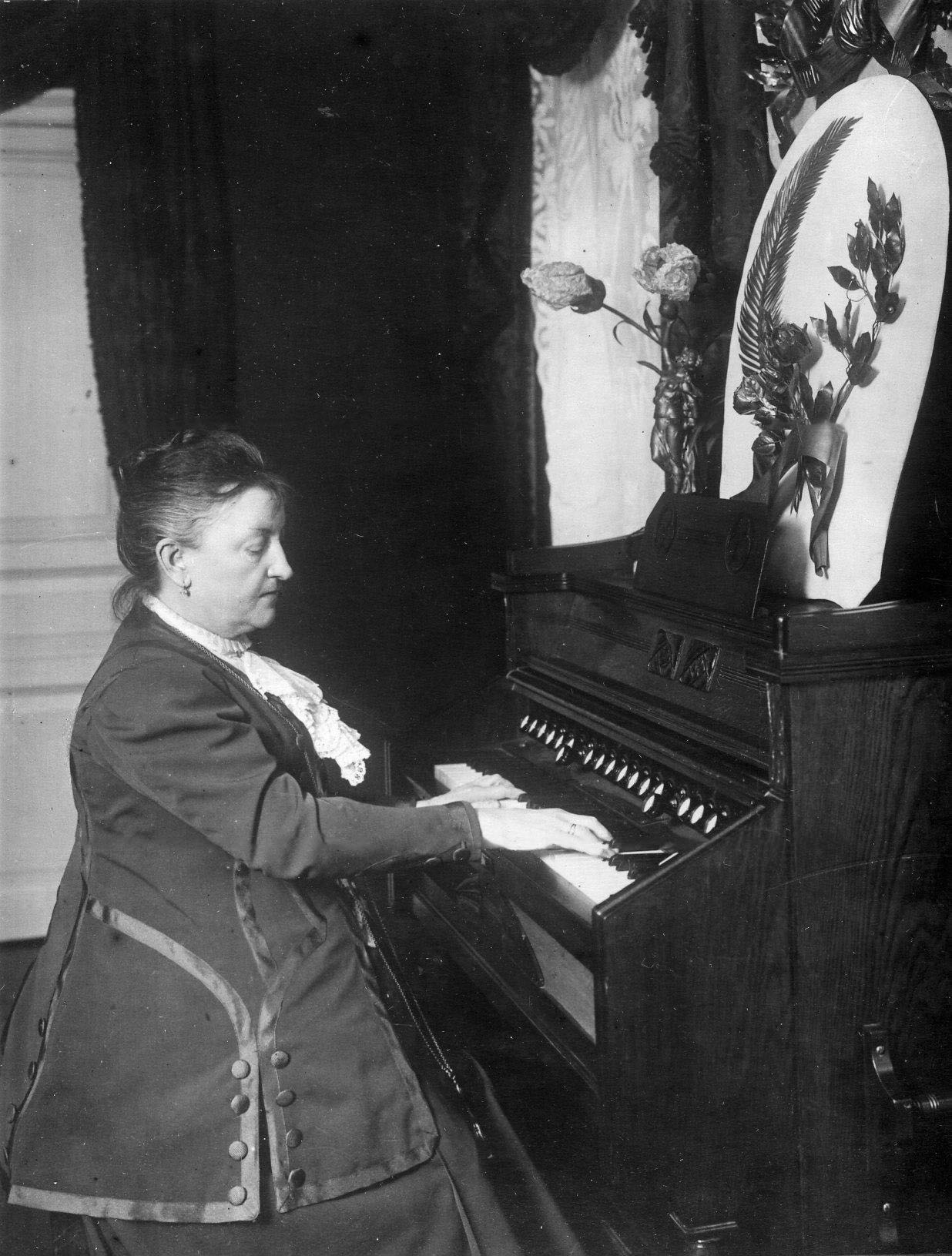
Essipoff tocando el piano en el Conservatorio de San Petersburgo.

Después de que Theodor Leschetizki fundara la escuela de piano Leschetitzky School of Pianists en Viena en 1878, Essipoff asumió la dirección de las clases preparatorias.
Ella seleccionaba a los futuros alumnos en sus viajes, y después de sus estudios a menudo se aseguraba de que entraran en la vida profesional tocando con ellos e interpretando sus composiciones.
Por ejemplo a Ignacy Jan Paderewski, quien llegó a la escuela de Viena en 1885 y estudió tanto con Leschetizki como con Essipoff. Ella le ayudó al principio de su carrera y estrenó varias de sus composiciones, incluyendo en sus programas de conciertos el Menuet celèbre para asegurar su fama, que es un minueto en sol mayor, de su obra Humoresques de Concert (Op. 14). Luego presentó a Paderewski a la sociedad de París, donde ambos dieron varios conciertos en febrero y marzo de 1888, arreglados mayormente por ella.
Paderewski escribió sobre ella en sus memorias: «Su forma de tocar era perfecta, excepto cuando se trataba de piezas fuertes y efectivas, en cuyo caso carecía de fuerza real».
Essipoff descubrió también el talento de la joven pianista norteamericana Fannie Bloomfield Zeisler (que más tarde fue también alumna de Liszt) en 1878, durante su gira de conciertos por Estados Unidos; y convenció a sus padres para que Zeisler se trasladase a la escuela de Viena de Leschetizki, donde además de darle clases de apoyo, la introdujo en la sociedad musical de la época.
Otro de sus alumnos fue el joven Artur Schnabel, admitido en la escuela en 1890 a la edad de nueve años, y quien tuvo muchas clases con Essipoff, hasta que ella se divorció de Leschetizki en 1892.

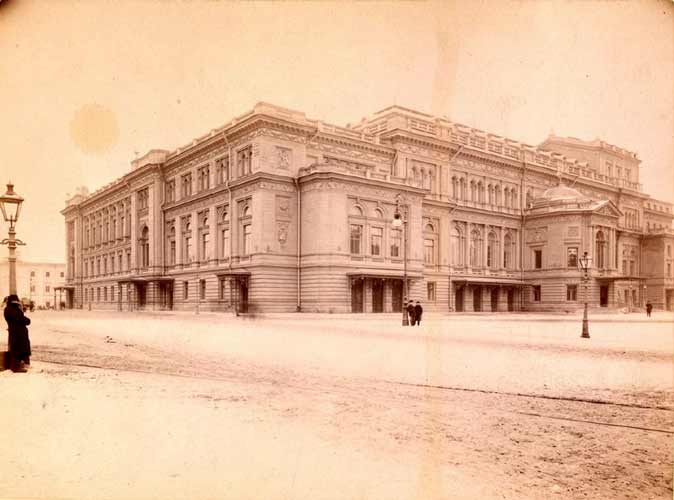
Conservatorio de San Petersburgo en 1894.

En 1893, un año después de su divorcio con Theodor Leschetizki, Annette Essipoff regresó a San Petersburgo para ser profesora de segundo grado de piano en el conservatorio de la ciudad. En el mismo año aceptó una cátedra de piano en el conservatorio imperial, donde además fue miembro permanente del Consejo de Arte.
En 1899 renunció a su puesto en la enseñanza y rechazó una propuesta del Conservatorio de Moscú para impartir clases en sesiones privadas. Sin embargo, este cambio no duró mucho tiempo, ya que fue nuevamente nombrada profesora de primer grado en San Petersburgo en 1901, donde fue una de las profesoras más destacadas de Europa.
Cuando Nikolái Rimski-Kórsakov fue despedido por la junta directiva de la Sociedad Musical Rusa como profesor del Conservatorio de San Petersburgo, debido a su solidaridad y apoyo a los estudiantes en huelga como resultado de la revolución de 1905, varios compañeros profesores (entre ellos Essipoff) presentaron sus dimisiones en señal protesta, lo que causó una repercusión internacional. Essipoff escribió en un periódico una carta abierta donde exigía la liberación del conservatorio de los dictados de la Sociedad Musical Rusa.
En octubre de 1905 el Conservatorio de San Petersburgo fue reorganizado recibiendo una estructura autónoma, y tanto Nikolái Rimski-Kórsakov como los otros profesores fueron readmitidos.
En 1908, coincidiendo con su retirada de los espectáculos, decidió centrarse en la enseñanza, siendo nombrada profesora de honor del Conservatorio de San Petersburgo.
Entre sus últimos alumnos se encontraba Serguéi Prokófiev, quien después de terminar sus estudios de composición en 1909, continuó su aprendizaje en el Conservatorio de San Petersburgo especializándose en piano con Essipoff, terminando en abril de 1914, unos meses antes de la muerte de su maestra. Pocos meses antes de su muerte tuvo que abandonar su actividad pedagógica debido a una grave enfermedad.
Durante sus veinte años de enseñanza Essipoff formó a un gran número de estudiantes que trabajaron sobre la base de los métodos de enseñanza de Leschetizki en Europa, Rusia y América, convirtiéndose así en una de las fundadoras de una de las escuelas de pianismo más grandes de Rusia.
Algunos de sus alumnos más destacables en esta última época en San Petersburgo fueron Joseph Achron, Simon Barere, Mijail Bikhter, Alexander Borovsky, Jan Cherniavsky, Sofía Davydova, Vladimir Dranishnikov, Vladimir Drozdov, Sasha Dubianski, Thomas de Hartmann, Ignace Hilsberg, Anna Hirzel-Langenhan, Yevgueni Ilyín, Olga Kalantárova, Leonid Kreutzer, Leo Ornstein, Serguéi Prokófiev, Sofía Polotskaya, Leff Pouishnoff, Natalia Pozniakóvskaia, Gavriil Romanovski, Joseph Schwarz, Georgi Sharoyev, Serguei Tarnovski, Isabelle Venguérova, Anastasia Virsaladze y Mariya Yúdina.

### Vida personal

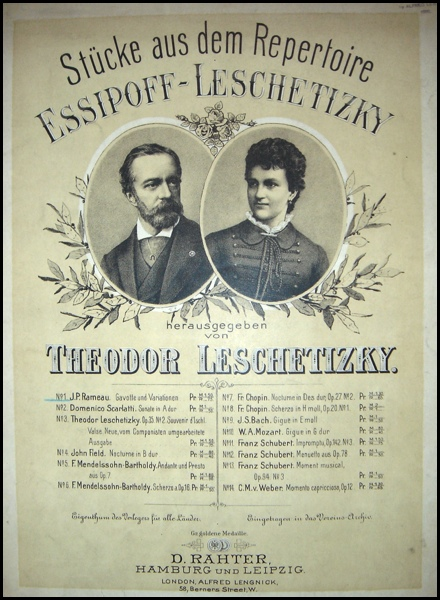
Portada de la colección «Stücke aus dem Repertoire Essipoff-Leschetitzky» publicada por D. Rahter (Leipzig-Hamburgo) en 1884.

Desde niña ya destacaba por su excelente oído, su buena memoria y su don para la música, aunque tenía las manos pequeñas lo cual le dificultaba poder tocar el piano. Además del ruso aprendió alemán e inglés durante sus estancias en el extranjero.
Acompañó a su maestro Theodor Leschetizki en el viaje a su vivienda familiar en Bad Ischl durante los meses de verano de 1869 y debutó artísticamente en su viaje de regreso en otoño. Lentamente el afecto entre el maestro y su alumna fue convirtiéndose en amor; entonces Leschetizki confesó a su esposa su verdadero sentimiento por Essipoff, y terminó divorciándose dos años más tarde.
La pareja tuvo un hijo, Robert (?-1916), y una hija, Therese Leschetizki (1872-1956), quien fue luego una reconocida soprano y profesora de canto.
Leschetizki y Essipoff enfermaron al mismo tiempo de fiebre tifoidea en 1878, y pese a los efectos de la enfermedad potencialmente mortal, él se encargó de su cuidado hasta la total recuperación. Luego se casaron en 1880, convirtiéndose así en la segunda esposa de Leschetizki. Después de la boda, Essipoff fue con su marido a Viena, donde abrió una escuela de piano, de la que ella se hizo cargo. El matrimonio se divorció en 1892 y ella regresó un año más tarde a San Petersburgo.

### Fallecimiento

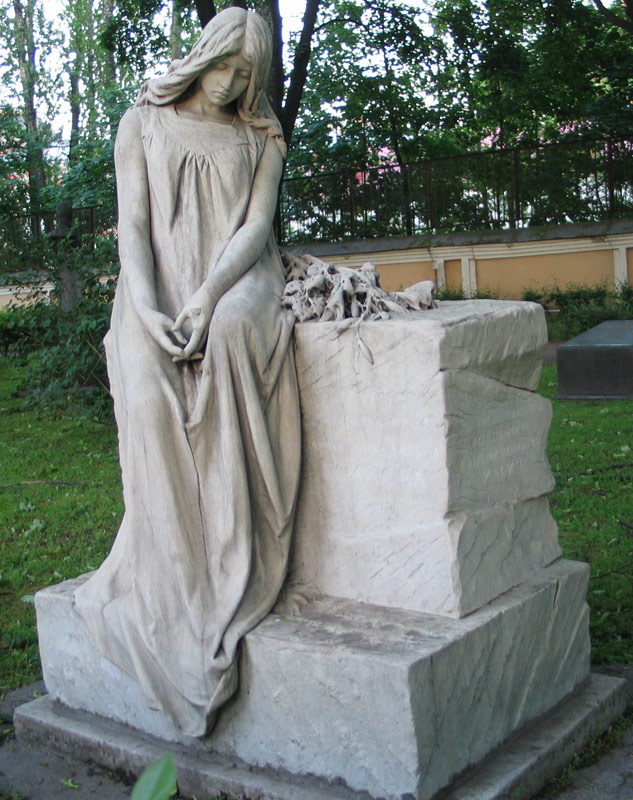
Escultura de la tumba de Essipoff, en la Necrópolis de los Maestros del Arte, en San Petersburgo.

Essipoff murió en San Petersburgo el 5 de agosto de 1914 según el calendario juliano (que corresponde al 18 de agosto de 1914 del calendario gregoriano moderno), donde fue enterrada en el cementerio Nikolsky del Monasterio de Alejandro Nevski.
En 1948 sus restos se trasladaron al camposanto Tijvin del mismo monasterio, en la Necrópolis de los Maestros del Arte, donde descansa junto a los también pianistas Yevgueni Ivánovich Ilyín (1877-1915) y la esposa de este Olga Kalantárova, ambos alumnos de Esipoff. Sobre su tumba, montada en un zócalo de granito, se levanta un monumento funerario de mármol blanco de grano fino, creado en 1900 por el escultor italiano Antonio Argenti, que representa una mujer angelical sentada con la cabeza agachada y las manos entrelazadas sobre un pedestal cubierto de flores.

## Reconocimiento
Recibió varios premios y honores, como la medalla de oro al arte y la ciencia de la familia real danesa en 1881 y la medalla de oro de primera clase al mérito de la familia real rumana en 1882. En 1885 fue nombrada pianista de la real corte prusiana de Berlín y también pianista de la corte de Múnich.
Le dedicaron además numerosas composiciones, entre ellas el concierto para piano en do menor Caprice russe (Op. 102) de Antón Rubinstein en 1878, o los conciertos de Paderewski Album de Mai (Op. 10) de 1884 y Dans le désert para piano (Op. 15) de 1888.
Chaikovski también le dedicó en 1884 su Concert Fantasia en sol mayor (Op. 56) en arreglo para dos pianos, y en 1885 las partes orquestales de la misma, con la esperanza de que la reconocida pianista le brindara su apoyo reproduciendo sus obras. Sin embargo Essipoff nunca interpretó sus obras, por lo que la dedicatoria original fue reemplazada por otra a Sophie Menter en la publicación de la partitura completa en 1893. Precisamente Essipoff y Menter eran comparadas porque ambas eran bellas y de aspecto seguro, aunque a la crítica le gustaba más contrastar la interpretación de Essipoff con la de su otra contemporánea Teresa Carreño.
Un análisis moderno de la hemeroteca de la Biblioteca Nacional de Austria reveló que Essipoff fue la segunda de las pianistas más mencionadas en los medios europeos del siglo XIX, tan solo superada por Clara Schumann.
En Europa muchos críticos la consideraban «una maravilla», mejor incluso que Rubinstein o Schumann, y tan solo superada por Franz Liszt.
Después de su muerte surgió entre los círculos intelectuales rusos la idea de organizar un concurso internacional de piano en su honor, pero dicha idea se vio frustrada por la Revolución de Octubre. Más tarde, en 1924, el director del Conservatorio de San Petersburgo Aleksandr Glazunov intentó recuperarla sin éxito, porque la visión clásica de Essipoff no encajaba en la ideología revolucionaria de la nueva era progresista que marcaba la historiografía soviética.
En los posteriores estudios científicos la enseñanza de Essipoff no recibió mucha atención, a excepción de los libros de Berkman y Bertenson, pues en muchas obras se vio que su biografía fue reemplazada por el método de enseñanza de piano. 
Tamara Berkman realizó en 1948 un estudio sobre Essipoff, analizando sus estilos de vida, trabajo y educación. Este libro biográfico, titulado «A. N. Yésipova: vida, obras y principios pedagógicos» en ruso, fue la primera obra que recuperó la atención sobre la pianista después de treinta y cuatro años de olvido. Nikolái Bertenson publicó primero un artículo con motivo del centenario del nacimiento de Essipoff en 1951, y posteriormente en 1960 publicó un ensayo sobre la vida y actividad de la pianista, titulado como «Anna Nikoláyevna Yésipova. Ensayo sobre la vida y el trabajo» en ruso, y centrado como una monografía mucho más completa y detallada, cubriendo especialmente los aspectos biográficos, la actividad concertística e incluso al final del libro una lista con 277 nombres de alumnos de Essipoff.
Natalia Pozniakóvskaia, una de sus alumnas y posterior asistente, publicó en 1957 el artículo «Sobre algunos principios de ejecución y enseñanza de la escuela de Anna Nikoláyevna Yésipova: de las memorias sobre A. N. Yésipova» en ruso, en donde describe las características del pianismo de Essipoff mediante algunos aspectos de su técnica, contribuyendo además a restaurar la autoridad de sus principios pedagógicos.

## Estilo
Su estilo se caracterizaba por la claridad y la armonía, así como una técnica impecable. En el período inicial de su carrera (antes de 1892), su estilo musical tendía hacia un equilibrio estricto, una reproducción exacta de la composición del autor; mientras que en su proceso de evolución creativa se fue haciendo cada vez más evidente el deseo de simplicidad natural de la interpretación y de la capacidad de transmisión de la música, siendo que en el último período (después de 1892) su expresión se hizo más discreta y seria, influenciada en parte por el Círculo Beliáyev.
En sus actuaciones hacía gala de una presentación con elegantes ropas llamativas, casi siempre llevaba en sus giras su propio piano de cola Steinway, y tocaba de memoria sin partituras.

### Repertorio

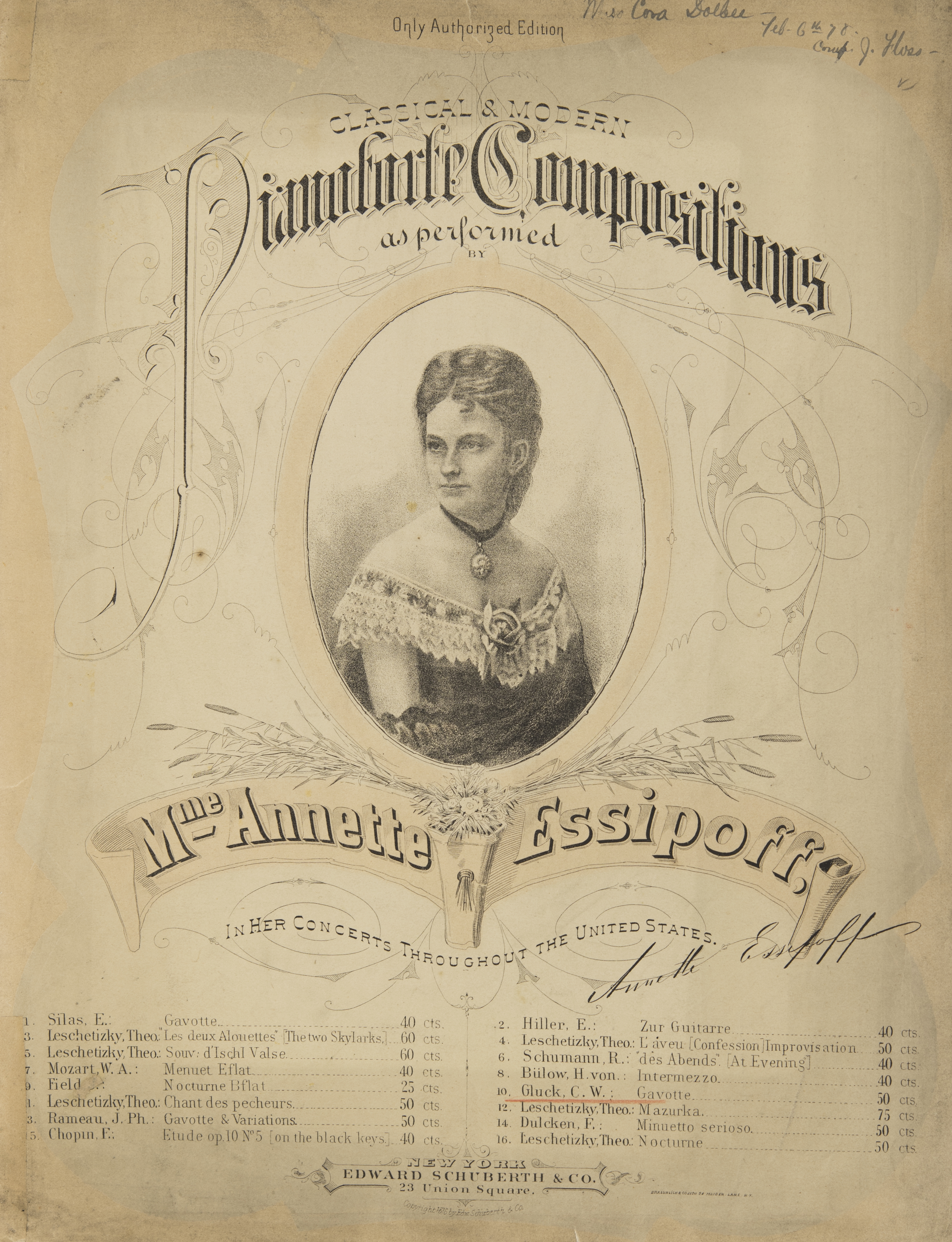
Portada del repertorio en la gira de conciertos por Estados Unidos.

Essipoff fue una de las mayores representantes del arte pianístico de finales del siglo XIX y principios del XX, considerada una intérprete destacada de composiciones del XIX, especialmente las de la escuela francesa.
Tenía un buen oído y una excelente memoria, lo que le permitía ensayar rápidamente, tocar de memoria sin necesidad de partituras, y disponer de un enorme repertorio.
Este se formaba principalmente de obras de Chopin, Schubert, Mozart y Beethoven. También interpretaba casi todo el catálogo clásico y romántico, incluyendo obras de Bach, Brahms, Händel, Liszt, Mendelssohn, Rameau, Saint-Saëns, Scarlatti, Schumann y Weber, además de algunas composiciones más contemporáneas como las de Chaikovski, Delibes, Godard, Henselt, Leschetizki, Moszkowski, Edmund Neupert, Paderewski, Joachim Raff, Rubinstein, Karl Tausig y Wieniawski, entre otros.
Además de solista, también actuó con muchos instrumentalistas y vocalistas destacados, entre ellos: los violinistas A. Guerman, Emmanuel Kruger y Henryk Wieniawski; los violas Franz Hildebrand y Serguei Korguev; el violonchelista Anatóli Brandukov; las cantantes Friederike Grün, Wilhelmina Raab y Olga Shröder; y siendo sus compañeros más constantes Karl Davidov, Leopold Auer y Aleksandr Verzhbilóvich.

### Método

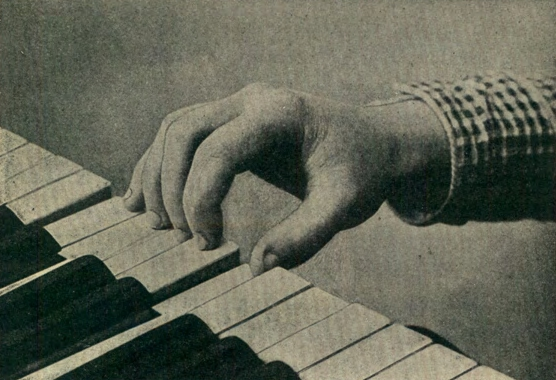
Posición de la mano abovedada.

Los músicos tardíos de la escuela romántica, como Rubinstein o Essipoff, cambiaron el concepto de interpretación del piano, que pasaba de ser un acompañamiento más a convertirse en el instrumento principal de la música, como si la melodía estuviera cantada por una voz solista.
El método de Essipoff fue muy similar al de Leschetizki, pues sus principios pedagógicos se basaban principalmente en el «método de Leschetizki» (aunque el propio Leschetizki estaba en contra de la idea de que él tuviera un método especial de enseñanza), donde prima la perfección técnica y la formación del uso natural de las manos, en un sistema de aprendizaje basado en tres objetivos: el estudio de la música escrita, los efectos que se obtienen del instrumento y el desarrollo de la técnica.
Según su método la posición frente al piano era importante, y debía ser erguida, ligeramente inclinada hacia adelante y alejada lo justo para tocar el pedal con la punta del pie y tender las manos sobre las teclas. La colocación redondeada de las manos sobre las teclas, la posición de las muñecas y los dedos también debía ser la correcta.
Esta colocación y el uso de las manos era determinante: su posición tenía que ser como para «sostener una pelota» y para definirlo acuñó el término «la main voutée» (la mano abovedada). El control entre la mano, la muñeca y el brazo debía ser absoluto, de forma que fuera posible contraer una parte mientras se mantenía relajada la otra, o mover una mientras la otra permanecía en reposo. Además ponía especial énfasis en el desarrollo de la fuerza de los dedos y la sensibilidad de sus yemas o la diferenciación entre las muchas variedades de toque.
También consideraba importante el desarrollo de la libertad de movimiento y la técnica de los dedos («dedos activos»), buscando lograr la preparación para los acordes específicos o las octavas móviles.
Insistía en sus clases en enfatizar con agilidad los dedos pero con suavidad de movimientos de las manos, con muñecas «silenciosas» y técnica en los dedos. Schnabel destacaba que cuando fue su pupilo ella le hacía practicar mientras sostenía una moneda en el dorso de su mano.
Entre las principales características del método de Essipoff, destacan además de la técnica y el desarrollo de los dedos, el uso medido del pedal, la habilidad del toque de teclas, con ausencia de sonidos duros u opresivos o movimientos espontáneos, con un sonido natural, de precisión rítmica y flexible.
Al principio ejercitaba escalas a un ritmo lento, acelerando el tempo a medida que se va aprendiendo. Luego practicaba la fuerza de los dedos para tocar los acordes, y la flexibilidad de las manos para tocar los arpegios, y la rapidez de movimientos para terceras y octavas. En las corcheas practicaba la distribución de los acordes entre las manos y la potencia con que se presionan las teclas con los diferentes dedos, buscando la misma fuerza en todas las teclas para obtener un sonido suave y rápido. Una de las ideas que enseñaba Essipoff se trataba de extender algunas de las frases, avivando otras para ajustarse nuevamente al ritmo del metrónomo, de forma que se ganaba movilidad y diversión al tocar. Usaba demasiado frecuentemente el pedal, tanto que enseñaba a no retirar el pie mientras se tocaba, y recomendaba a sus alumnos atarse el pie al pedal durante los dos o tres primeros días de enseñanza.
Además de la pedagogía técnica del piano (posición tanto corporal como de brazos y manos, fuerza y agilidad de los dedos, técnicas específicas de fraseo, pedaleo, dinámica, melismática, etc.) también desarrollaba en sus alumnos la inteligencia musical y sus cualidades profesionales y personales.
Fue Essipoff quien hizo de la escuela Leschetizki una especie de origen del virtuosismo del piano ruso moderno, siendo sin duda la persona que más contribuyó en Rusia a la rápida propagación del método.
La mayoría de sus graduados más destacados no aceptaron la Revolución de Octubre y emigraron al extranjero, expandiendo las enseñanzas de su maestra.
Por ejemplo, muchas de sus ideas técnicas se exportaron a China en el siglo XX a través de su pupilo Borís Zajárov (uno de los dos primeros profesores de piano más influyentes en China) que repetía las lecciones aprendidas de su maestra enseñando la «técnica de la escuela de dedos».

## Obras
Dejó incompleta la obra didáctica Escuela de piano A. N. Yésipova, con anotaciones sobre su método de enseñanza y con el epígrafe «Sempre avanti» (siempre adelante) dedicado «a su amado estudiante» Yevgueni Ivánovich Ilyín. En esta obra se presta especial atención a la descripción de técnicas y métodos prácticos concretos para la mejora técnico-motriz del pianista, el desempeño de escalas, acordes, arpegios, el trabajo en técnicas de producción de sonido, staccato, legato, marcato, portamento, la mejora del rendimiento de las melodías, y las técnicas de pedalización, todos ellos útiles para el perfeccionamiento de los estudiantes de piano con conocimientos básicos previos.
Apenas quedan registros de sus composiciones, tan solo un manuscrito sobre una canción para piano, Die erwachte Rose [La rosa despierta], está archivado en la Gesellschaft der Musikfreunde de Viena.
A finales de 1898, grabó para Julius Block el cilindro de fonógrafo  número C136 de la marca Edison Records, con la obra Gavotte n.º 2, en sol mayor, de Benjamin Godard (Op. 81), aunque la grabación resultó de muy mala calidad.
También grabó varios rollos de Welte-Mignon en Leipzig, en 1906, con obras de diferentes autores:
- Scherzo de 4 Klavierstücke, de Eugen d'Albert (Op. 16, n.º 2).
- Estudio de 24 Stücke für Klavier, de Antón Arenski (Op. 36, n.º 13).
- Barcarola en fa sostenido mayor, de Frédéric Chopin (Op. 60).
- Estudio en do mayor, de Frédéric Chopin (Op. 10, n.º 7).
- Mazurca en si menor, de Frédéric Chopin (Op. 33, n.º 4).
- Preludio en la bemol mayor, de Frédéric Chopin (Op. 28, n.º 17).
- Vals-capricho n.º 6 de Soirées de Vienne, de Franz Liszt.
- Paráfrasis-concierto sobre Rigoleto de Giuseppe Verdi, de Franz Liszt.
- Cinco impromptus sobre un tema de Clara Wieck, de Robert Schumann (Op. 5).
- Gran capricho sobre los motivos de La sonámbula de Bellini, de Sigismund Thalberg (Op. 46).

Algunos de estos rollos fueron posteriormente transformados en grabaciones modernas.